# Macrocheles punctatissimus
Espèce
Macrocheles punctatissimus est une espèce d'acariens de la famille des Macrochelidae.